# Wilfredo Peláez
Wilfredo Andrés Peláez Esmite  (ur. 27 października 1930 w San José de Mayo, zm. 23 maja 2019 w Montevideo) – urugwajski koszykarz, brązowy medalista Letnich Igrzyskach Olimpijskich 1952.
Wilfredo Peláez brał udział w Letnich Igrzyskach Olimpijskich 1952, na których zdobył brązowy medal. Zdobył jedynie dwa punkty w meczu przeciwko reprezentacji Węgier, który to Urugwajczycy wygrali 70-56. W całym turnieju zanotował 13 fauli.